# William Croft
William Croft, född 1678 i Eattington, Warwickshire Storbritannien, död 14 augusti 1727. Organist och tonsättare verksam i London. Han finns representerad i Den svenska psalmboken 1986 med tonsättningen av ett verk (nr 88) som används till ytterligare två psalmer (nr 195 och 340). Vidare finns han representerad i Psalmer i 90-talet med tonsättningen av Ps 890 Vi ropar till Gud, en text av Fred Kaan. Denna psalm ingår även i Psalmer i 2000-talet som Ps 956.

## Psalmer
- Räds ej bekänna Kristi namn (1986 nr 88) tonsatt 1708 Finns på Wikisource.
  - Guds väg i dunkel ofta går (1986 nr 340)
  - O Gud, vår hjälp i gångna år (1986 nr 195)
- Vi ropar till Gud 1994 nr 890, 2006 nr 956]